# Paranapoema
Paranapoema este un oraș în Paraná (PR), Brazilia.